# Andreas Dietsch
Anton Andreas Dietsch, auch Andres Dietsch, (* 13. Oktober 1807 in Mülhausen; † 1845 in Neu-Helvetia, Missouri) war Bürstenbinder, Schriftsteller, Frühsozialist und Auswanderer.

## Herkunft
Dietsch wurde als Sohn des Rechtsagenten André Dietsch in Mülhausen geboren. Er besuchte nach eigenem Zeugnis die beiden „geringsten Schulen“ seiner Vaterstadt und lernte das Handwerk eines Bürstenbinders. Am 13. April 1835 erhielt er vom Stadtrat Aarau die Niederlassungsbewilligung als Geselle des Bürstenmachers Gabriel Hagnauer in Aarau. Am 13. Mai 1836 heiratete er dessen Tochter Susanne. Zwei Mädchen wurden geboren, die Frau starb bei der Geburt des dritten Kindes.

## Publizistische Tätigkeit
Seine erste Veröffentlichung war 1841 Der Aarauer Bachfischet humoristisch dargestellt von A. Dietsch, die älteste vollständige Schrift über den Aarauer Bachfischet.
Vom 12. Februar 1841 bis zum 18. November 1842 folgten über 50 gezeichnete Beiträge, teilweise in Gedichtform in der politisch kritischen Wochenschrift „Das Posthörnchen“, die seit 1838 von Samuel Landolt in Aarau herausgegeben wurde. Die makabere Humoreske in vier Folgen Die Zähne, ein groteskes Beispiel aus dem Moralkodex des Verfassers zeigt auf, dass sich das Glück nicht kaufen lässt. Selbst nicht um das Opfer eines gesunden Zahnes, das Fäulnis und Tod über den Helden bringt, da er wider die Natur und das Gewissen gehandelt hat.
1842 veröffentlichte er dort in acht Fortsetzungen seine sozialpolitische Utopie Das Tausendjährige Reich sowie Gleichheit und Einigkeit, der Weg zur Freiheit und zum ewigen Frieden. In seiner Funktion als Sekretär der Aarauer Handels- und Gewerbeleute veröffentlicht er den Aufruf bezüglich der Handwerker Petition an die aargauische Regierung.
1843 wurde Die Gründung von Neu-Helvetia, ein sicherer Wegweiser für Auswanderungslustige, welche in Amerika ihr Glück suchen und begründen wollen von Andreas Dietsch im Verlag Irmel in Langenthal veröffentlicht.
Der erste deutsche Theoretiker und Agitator des „Kommunismus“ Wilhelm Weitling wirkte damals eine Zeitlang im Verlag Irmel in Langenthal, wo er den Schweizerischen Volksboten redigierte, bis ihn die Berner Regierung auswies. Während man sich im Laufe des Jahres 1843 im aargauischen Blätterwald für und wider den „Kommunismus“ aus Langenthal beschrie, ohne ein einziges Mal die Stimme von Andreas Dietsch zu vernehmen, arbeitete dieser im Stillen an der Verwirklichung seines „Tausendjährigen Reiches“.
1844 wurde das Separatum Das Tausendjährige Reich nebst Plan und Statuten zur Gründung von Neu-Helvetia im Staate Missouri in Nordamerika veröffentlicht.
Seine Ideen waren weniger politisch als vielmehr der praktischen Art, indem er den verfallenden Handwerkerstand mit Hilfe eines kommunalen Siedlungssystemes in Verbindung mit der Landwirtschaft wiederherstellen wollte. „Eine Mischung aus Idealismus, Sachlichkeit und wohlwollender Despotie“.
Beeinflusst von den Schriften des Fourier, Cabet, Considerant und seinem Bekannten Wilhelm Weitling schwebte Andreas Dietsch eine egalitäre, auf Gemeinbesitz beruhende, idealistische Kommune „ohne Habgier und Neid“ vor.
Zum Bekanntenkreis von Andreas Dietsch gehörten der liberal denkende Fabrikant Gustav Siegfried (Zofingen) und die beiden Ärzte Rudolf Sutermeister (Zofingen) und Johannes Glur (Langenthal). Die beiden wiederum kannten sich von ihrer gemeinsamen Zeit an der Kantonsschule Aarau und befassten sich als Weltverbesserer auch mit frühsozialistischen Ideen. Johannes Glur publizierte 1844 in Langenthal den Der Führer nach Amerika mit Anweisungen für Auswanderer.
Der Erfolg des Planes zur Gründung der Kolonie Neu-Helvetia war selbst für Andreas Dietsch überraschend. Es regnete, nach seinem Zeugnis, von Anfragen und Anmeldungen, so dass er Tag und Nacht schreiben musste, um die Geister, die er rief, zu befriedigen. An einer Generalversammlung vom 24. März 1844 in Aarau wurden im Saal des Gasthofes Rössli von über 100 Auswanderungswilligen die von Andreas Dietsch entworfenen 23 Artikel umfassenden Statuten des Auswanderungsvereins „Neu-Helvetia“ angenommen. Ein sechsköpfiges Komitee, darunter die drei Aargauer Rudolf Rütschi von Lenzburg, Joh. Ulrich Rey von Moeriken und Rudolf Blattner von Rombach, wurden gewählt.
Im Gegensatz zu den Großen der sozialökonomischen Dialektik erreichte der gelernte Bürstenbinder in Aarau, was anderen versagt blieb; eine zu aktivem Handeln entschlossene Gesellschaft.
Dass die Schweiz vier Jahre später (1848) mit der neuen Verfassung ihre politische Krise überwinden und den Weg zum modernen Wohlfahrtsstaat frei machen sollte, konnten Andreas Dietsch und seine Gefährten nicht wissen.

## Auswanderung in die USA
Andreas Dietsch verließ am Sonntag, dem 2. Juni 1844 mit einer ersten Gruppe von 43 Personen Aarau. Die Verschiffung erfolgte am 25. Juni 1844 in Le Havre auf das Schiff Albany mit Zielhafen New York. Die Ankunft in New York war am 6. August 1844 und die Gruppe erreichte St. Louis am 31. August 1844.
Die Statuten hatten zwar die organisatorischen Details geregelt, die Möglichkeit von Unstimmigkeiten zwischen den Mitgliedern war aber nicht in Betracht gezogen worden. Nun zeigten sich die Alleinstehenden wenig geneigt, ihren Erwerb mit großen Familien zu teilen, außerdem merkten die tüchtigsten Arbeiter, dass sie auf eigene Faust rasch zu einem besseren Unterhalt gelangen konnten, als in mühseliger gemeinsamer Rodungsarbeit.
Streit, Krankheit und Erschöpfung führten zur teilweisen Auflösung der Gruppe, so dass schlussendlich nur sieben Erwachsene und elf Kinder das inzwischen gekaufte Siedlungsgebiet für New Helvetia / New Aarau im Osage County Missouri USA erreichten. Die Position von New Helvetia, das aus 360 acres bestand, war ca. 5 Meilen nordwestlich von Westphalia. Die Siedlung New Aarau war ca. ein Kilometer vom Fluss Osage River, Township 43 North, Range 10 Section 19/20.⊙
Der Wintereinbruch, die Erschöpfung, Krankheiten und der Geldmangel forderten ihren Tribut. Die ersten Todesfälle schwächten die Gruppe im provisorischen gemeinschaftlichen Log-House Neu Aarau bis Ende 1844. Der letzte Brief und der Abschluss der detaillierten Reiseberichte und Tagebücher des Andreas Dietsch datieren vom 15. Dezember 1844. Andreas Dietsch starb vermutlich kurz nach der letzten Briefabgabe in der nächstgelegenen Siedlung Westphalia Ende Januar 1845 im Alter von 37 Jahren.

„Wo wir gefehlt haben ist nicht böser Wille, wohl aber Unkenntnis Schuld daran; wir müssen nun sagen, wir verstanden es nicht besser, denn jeder verließ sich zu viel auf den anderen“

In der Zeit vom Herbst 1844 bis im Mai 1845 verließen dann noch 82 Personen in nachfolgenden Gruppen derselben durch Andreas Dietsch gegründeten Auswanderungsgesellschaft die Schweiz. Sicherlich fanden aber diese Auswanderer Andreas Dietsch nicht mehr am Leben, sofern sie Neu-Helvetia überhaupt erreichten.
Die Veröffentlichung dieser zusammengefassten Berichte und Tagebücher von Andreas Dietsch wurde durch Rudolf Blattner in Aarau um Mitte 1845 vorgenommen.
Überlebende Kolonisten zogen mit Mitgliedern einer später aus der Schweiz eingetroffenen Schar gegen Norden Iowa und gründeten dort unter Führung von Heinrich Koch 1847 die Kolonie Communia im Northwest Corner Section 18, Volga Township, Clayton County. Heinrich Koch rekrutierte 1846 eine deutschsprachige Kompanie der Missouri Volunteers mit 250 Mann für den Mexikanischen Krieg unter den Deutschen und Schweizer Immigranten in St. Louis. Einige dieser „Freiwilligen“ waren vormalige Mitglieder von Andreas Dietschs New Helvetia/New Aarau Projekt. Die als Gegenleistung für den Kriegsdienst erworbenen Landrechte in Iowa bildeten die Basis für die Neugründung der Kolonie Communia.
Die theoretische Grundlagen waren auch hier die Visionen von Andreas Dietsch und die Kerngruppe der Kolonisten waren ehemalige „Neu-Helvetianer“ rund um den engsten Gefährten von Dietsch, Josef Venus. Diese zweite Utopisten-Kolonie wurde 1847–1849 von Heinrich Koch, ab 1849 bis 1851 von Josef Venus geleitet. Im Jahre 1851 tauchte der frühere Bekannte von Andreas Dietsch aus seiner Schweizer Zeit, der deutsche radikale Reformer Wilhelm Weitling in der Kolonie auf und investierte die Mittel aus seinem „Deutschen Arbeiterbund New York / German Workingmen's League“. Ende 1851 schließt sich die nun sozialistische Kolonie Communia in Iowa dem Bund an – und reißt ihn drei Jahre später in den finanziellen Ruin. Weitling scheiterte als Verwalter und ab 1854 löste sich Communia in Hass und Zwietracht auf. Mit Gerichtsentscheid wurde Communia 1864 liquidiert.

## Epilog
1947 fand der damalige Landbesitzer William Vogel die Gräber von 3 Erwachsenen und mehreren Kindern auf seinem Land am Osage River. Ein Apfelbaum und einige Rebstöcke sowie eine rostige Schere waren die letzten Hinterlassenschaften des durch Andreas Dietsch geplanten „Tausendjährigen Reiches“. Das unbesiedelte Gebiet von Neu Helvetia ist heute Teil der Berhorst Farm, 599 Berhorst Trail, Westphalia MO 65085. Die Wasserquelle von Neu Helvetia wurde 2011 reaktiviert und eine Gedenktafel an der Quelle erinnert an Andreas Dietsch.